# Henri Van Camp
Mgr Henri Van Camp est un philosophe, docteur en théologie et recteur d'université belge, prêtre catholique, né le 19 juin 1908 à Schaerbeek (Bruxelles), et décédé le 1er janvier 1984 à Uccle, (Bruxelles). Son rectorat de la Faculté universitaire Saint-Louis, puis des Facultés universitaires Saint-Louis (ancienne dénomination de l'Université Saint-Louis) à Bruxelles, coïncide avec une transformation et un essor significatifs de cette institution.

## Biographie

### Les années de formation (jusqu'en 1936)
Après des études secondaires à l'Institut Sainte-Marie (Schaerbeek, commune de l'agglomération de Bruxelles), Henri Van Camp mène des études supérieures comme séminariste à l'Université catholique de Louvain, où il obtient les grades de candidat en philologie classique (1927) et de bachelier en philosophie thomiste (1928), et au Grand Séminaire de Malines, où il accomplit trois années de théologie (1931). Il est ordonné prêtre le 26 décembre 1931. De 1931 à 1936, il prépare et obtient son doctorat en théologie à l'Université catholique de Louvain.

### Les premières années à Saint-Louis (1936-1964)
Sitôt docteur, l'abbé Henri Van Camp est nommé à l'Institut Saint-Louis, à Bruxelles, en 1936. Cet Institut présente alors une structure complexe et originale: il comporte une école primaire, une école secondaire, une Faculté de philosophie et lettres (dans laquelle l'actuelle Université Saint-Louis plonge ses racines), une École des Sciences philosophique et religieuses (dispensant des leçons publiques), des cours préparatoires à l'École royale militaire, une école supérieure de commerce. L'abbé Van Camp est d'abord nommé professeur en humanités (enseignement secondaire) et simultanément secrétaire de l'École des Sciences philosophique et religieuses. Deux ans plus tard, en 1938, il est nommé professeur à la Faculté, où il assure de nombreux cours de philosophie (tels que logique, psychologie, exercices sur des questions de philosophie, encyclopédie de la philosophie, histoire de la philosophie moderne). Il reçoit en 1949 le titre de chanoine.

### Le recteur (1964-1973)
En juillet 1964, le chanoine Van Camp est nommé recteur de la Faculté universitaire Saint-Louis, nouvelle appellation de la Faculté de philosophie et lettres désormais séparée de l'Institut Saint-Louis et pleinement indépendante (l'École des Sciences philosophique et religieuses restant annexée à la Faculté et dès lors détachée également de l'Institut). En 1965, il reçoit le titre de monseigneur, lié à la fonction honorifique de "prélat domestique" du pape, ce qui marque dans le champ ecclésiastique la reconnaissance de sa nouvelle fonction rectorale. Comme recteur, il place l'interdisciplinarité et l'ouverture de l'université aux nouveaux courants parmi ses priorités. Sur le plan institutionnel, deux nouvelles facultés vont être créées. En 1967, la Faculté de Philosophie et lettres, jusque-là seule faculté de l'institution, cède ses étudiants en droit à une toute nouvelle Faculté de Droit, les candidatures en droit remplaçant les anciennes candidatures en philosophie et lettres préparatoires au droit. En 1970 est créée une Faculté des Sciences économiques et sociales, en projet puis en préparation depuis 1965. On parlera dès lors de "Facultés universitaires Saint-Louis" au pluriel. En outre, dès 1969, Mgr Van Camp met sur pied une section flamande au sein des Facultés, qui deviendra par la suite pleinement indépendante (sous les appellations successives de Universitaire Faculteiten Sint-Aloysius, puis de Katholieke Universiteit Brussel). Par ailleurs, il met en place des structures participatives permettant au personnel et aux étudiants de prendre part à la gestion des Facultés. En 1973, Mgr Van Camp quitte ses fonctions rectorales et professorales (il avait gardé jusqu'au bout son cours de philosophie générale destiné aux étudiants de première année en Droit et en Philosophie et lettres). Il conserve par contre, jusqu'à son décès en 1984, la présidence du conseil d'administration des Facultés et celle de l'École des Sciences philosophique et religieuses, continuant ainsi d'exercer son influence.

### Le philosophe et l'enseignant
Mgr Van Camp a laissé le souvenir d'un enseignant "passionné, très impressionnant et séduisant", débordant souvent son propos initial dans le souci d'aborder avec ses étudiants des questions actuelles et de leur proposer une démarche de pensée philosophique créatrice en confrontation avec les interpellations contemporaines. Aux commandes de l'École des sciences philosophiques et religieuses pendant des années, il assure le développement de celle-ci dans une démarche d'ouverture et d'interdisciplinarité, assurant notamment une tribune à des intellectuels parisiens alors en début de carrière (comme Jacques Lacan ou Michel Foucault).

## Distinction
- Commandeur de l'ordre de Léopold en 1969.